# Castillo de Albons

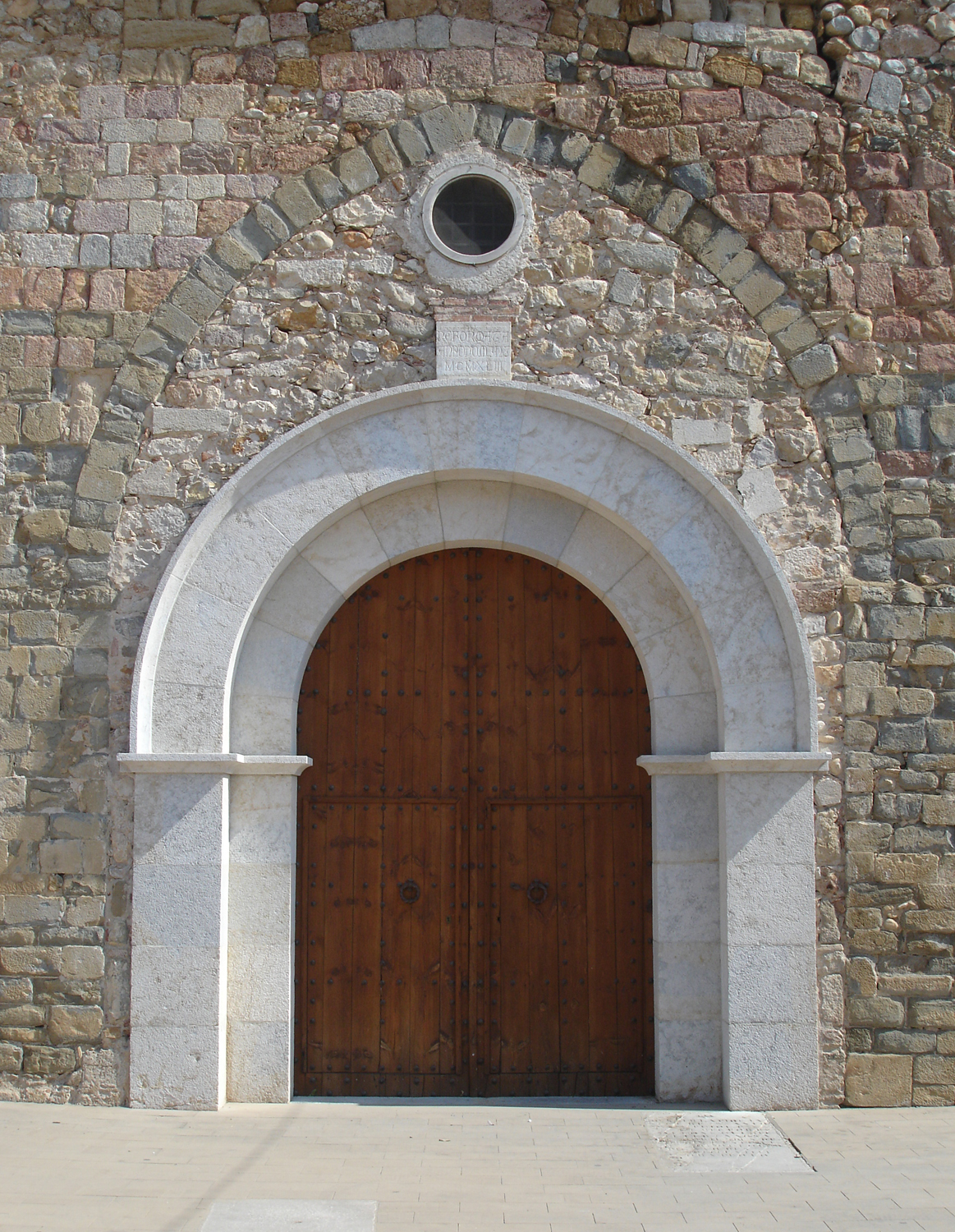
Portal actual, con restos de la antigua entrada a la capilla.

El castillo de Albons (en catalán: Castell d'Albons) es una fortificación del siglo X ubicada en la Plaça del Poble (Plaza del Pueblo), justo en el centro del núcleo histórico de Albons, en la comarca del Bajo Ampurdán en Cataluña (España). Bajo la protección del pequeño pero anhelado castillo, se formó el actual pueblo de Albons.

## Historia
Los primeros documentos escritos con referencias al castillo datan del siglo X. Por aquel entonces, la fortaleza gozaba de una ubicación privilegiada al estar situada encima de una colina y justo en la línea fronteriza entre los dominios del Conde de Ampurias y los del Rey, entre los ríos Ter y Fluvià, siendo motivo de arduas disputas entre el Conde, el Rey y el obispo de Gerona a lo largo de los años hasta que en 1272, cambió de manos pasando a formar parte de la Corona. En 1311, el castillo fue vendido por Jaime II de Aragón al conde Ponce V de Ampurias, aunque duró pocos años bajo su poder; el Rey se percató de la fortificación de este castillo y de la fortaleza cercana de Bellcaire por parte del Conde, viendo seriamente amenazadas sus posesiones reales en Torroella de Montgrí, así que ordenó la detención inmediata de las obras y finalmente volvió a recuperar el castillo. Once años después, el mismo Rey donó el castillo a Bernat d'Orriols, quien lo pudo mantener bajo su poder hasta finales del siglo XIV. Durante siglo XV estuvo en manos de Bernat Alemany de Foixà i de Porqueres, mientras que en el siglo XVI pasó en manos de Jaume de Vollgornera i de Foixà.

## Arquitectura
Actualmente el aspecto del castillo es de una masía fortificada del siglo XV, de dos pisos y grandes proporciones que ha sido restaurada en múltiples ocasiones, además de modificaciones puntuales durante los últimos quinientos años quedando pocos restos de la estructura original de planta rectangular. Uno de los pocos elementos más característicos que se conservan es el gran portal dovelado del siglo XIV-XV que permite la entrada al patio interior desde la plaza, donde también se conserva otro portal y varias ventanas de la misma época. Anteriormente, era la entrada a la capilla del castillo.
A principios de los años 80, el recinto fue rehabilitado y convertido en viviendas privadas.